# Brajsjön
Brajsjön är en sjö i Arvidsjaurs kommun i Lappland och ingår i Piteälvens huvudavrinningsområde. Sjön har en area på 0,938 kvadratkilometer och ligger 427 meter över havet. Brajsjön ligger i Piteälven Natura 2000-område. Sjön avvattnas av vattendraget Harrejaurbäcken.

## Delavrinningsområde
Brajsjön ingår i det delavrinningsområde (730600-165783) som SMHI kallar för Utloppet av Brajsjön. Medelhöjden är 466 meter över havet och ytan är 16,01 kvadratkilometer. Det finns inga avrinningsområden uppströms utan avrinningsområdet är högsta punkten. Harrejaurbäcken som avvattnar avrinningsområdet har biflödesordning 3, vilket innebär att vattnet flödar genom totalt 3 vattendrag innan det når havet efter 178 kilometer. Avrinningsområdet består mestadels av skog (66 procent) och sankmarker (25 procent). Avrinningsområdet har 1,18 kvadratkilometer vattenytor vilket ger det en sjöprocent på 7,3 procent.